# チルグテイ
チルグテイ(モンゴル語: Čilgütei)とは、13世紀初頭にチンギス・カンに仕えたスルドス氏出身の千人隊長。『元朝秘史』では出児格台／赤勒古台と記される。また、チルグダイ（Čilgudai）、チュルゲテイ（Čülgetei）とも。

## 概要
チルグテイの属するスルドス氏はモンゴル部の中でも弱小な氏族であり、12世紀末には有力なタイチウト氏に隷属民として従属していた。 『元朝秘史』によると、チルグテイはタガイ、タイチウダイらとともにタイチウトを見限ってキヤト・ボルジギン氏のテムジン（後のチンギス・カン）の勢力に参加したという。
その際、チルグテイはテムジンの弟ジョチ・カサルとともに「荒ぶる者はその項を斬れ　驕れる者はその胸を刺せ」という言葉とともにケシク（親衛隊）のイルドゥチ（太刀持ち）に任ぜられたという。
1206年、モンゴル高原の統一とモンゴル帝国（イェケ・モンゴル・ウルス）建国を成し遂げたチンギス・カンによってチルグテイは千人隊長に任ぜられた。『元朝秘史』の功臣表では14位に列せられている。
これ以後のチルグテイの動向は不明である。